# Église Sainte-Valérie de Felletin
L'église Sainte-Valérie, aussi dite église du Moutier, est une église catholique située à Felletin, dans le département français de la Creuse, en France.

## Historique
La ville de Felletin se composait au Moyen Âge de plusieurs bourgs. L'église Sainte-Valérie était celle d'un monastère placé dans un bourg entouré d'une enceinte. Ce monastère dépendait de l'abbaye Sainte-Valérie de Chambon-sur-Voueize.
Un passage de l'ouvrage écrit pas Bonaventure de Saint-Amable indique que le monastère a été fondé vers 1121-1125 par les seigneurs de Felletin, de Saint-Julien, d'Aubusson et de Chambon. Des offrandes sont faites par les comtes de la Marche. Les moines y vivaient sous l'autorité d'un prieur ou prévost. De cette première construction de l'église en croix latine subsiste le bras sud du transept avec une absidiole semi-circulaire et le chœur. Des fouilles récentes semblent montrer que l'église a succédé à un édifice plus ancien.
Cette partie de l'église a dû échapper aux graves incendies de la ville, en particulier celui de 1248.
La reconstruction de l'église au XVe siècle peut être précisée grâce à un document datant d'avril 1477. Il enseigne qu'une catastrophe était survenue en 1451 et la décision d'allongement de l'église pour construire le clocher. Les rédacteurs précisent que le prieur avait joui d'une maison «jusques à ce que l'église et le clocher du Moutier de Felletin tombèrent dernièrement, qui peut avoir vingt et six ans ou entour, tellement que les fabriciens de ladite église et noble et religieuse personne frère Jean Mourin, prieur pour lors, voulant et désirant réédifier ladite église, pinacle et clocher parce que ne les pouvaient bonnement auberger en ladite place, prirent et ocupèrent audit édifice le ballet de ladite maison». Une transaction notariée de 1454 prévoyait une compensation. Le texte indique que c'est le prieur Jean Mourin d'Arfeuille qui a pris l'initiative de cette reconstruction avec l'appui de la fabrique. L'église était alors desservie par une communauté de prêtres. La partie occidentale de l'église recevait les paroissiens du bourg et son entretien relevait du budget de la paroisse. Cette reconstruction a dû se poursuivre jusqu'en 1480 au plus tard car des fondations et des renouvellements de vicairies sont faites entre 1465 et 1473.
Les moines bénédictins de l'abbaye Sainte-Valérie de Chambon-sur-Voueize quittent le sanctuaire en 1581, peut-être à la suite de l'occupation de la ville par les troupes protestantes entre 1576 et 1580. En 1584, l'établissement est réduit à l'état de simple bénéfice.
Le bourg du Moutier va se heurter à celui de Beaumont, plus peuplé et qui possède l'église Saint-Blaise et a fait construire l'église Notre-Dame-du-Château. Les deux communautés de prêtres communalistes ont signé un concordat en 1602 mais sans pouvoir arrêter cette opposition.
Des réparations et modifications sont faites à l'intérieur de l'église au XVIIe siècle.
Au XVIIIe siècle l'état de l'église devient critique malgré quelques travaux qui y sont faits. Le 25 août 1776, l'état de l'église oblige l'évêque de Limoges, Louis Charles du Plessis d'Argentré, à la mettre en interdit. Des travaux sont entrepris en 1782.
Le 23 juillet 1791, par décret royal, l'église du Moutier devient l'église principale de Felletin.
L'édifice est classé au titre des monuments historiques en 1910.

## Description
L'église a un plan en croix latine. Il reste de l'église romane le chœur et le bras sud du transept.
Le chœur est couvert d'une voûte en berceau brisé. Il est éclairé par des fenêtres percées à différentes époques. Seules la fenêtre située au-dessus de la porte de la sacristé et celle qui lui fait face sont romanes. Le chœur est d'une grande profondeur pour recevoir une communauté monastique importante alors que le reste de l'église recevait les paroissiens. Le maître autel a été réalisé par François Duhamel en 1673 comme l'indique une inscription. On peut voir sur le retable une Vierge à l'Enfant, avec deuxgrands statues représentant sainte Anne, mère de Marie, à gauche, et sainte Barbe, à droite. Une figure du Christ ressucuté se trouve au-dessus du tabernacle. François Duhamel est un sculpteur corrézien du XVIIe siècle qui a essentiellement travaillé dans ce département. Les stalles actuelles datent du XIXe siècle.
Le bras sud du transept est voûté en berceau en plein cintre. Il possède une chapelle dédiée à l'Immaculée Conception située dans l'absidiole est. La voûte est décorée par des anges datant du XIVe siècle. Dans ce bras a été placé en 1886 le retable du XVIIe siècle provenant de la chapelle Sainte-Croix qui appartenait aux Pénitents noirs et se trouvait en face de l'église Notre-Dame-du-Château, démolie en 1805.
Trois des piliers de la croisée du transept datent de l'époque romane. Le reste de l'église s'est effondré en 1451. Elle a été reconstruite à partir de 1454, jusqu'en 1477. Elle a été agrandie, en particulier en ajoutant la tour du clocher placée à l'avant de la nef.
La tour comprend trois étages légèrement en retrait les uns par rapport aux précédents. Le premier étage correspondant à la hauteur de la nef. Il est marqué par des contreforts placés dans les angles sauf celui du côté sud-est où se trouve la tour d'escalier carrée pour le premier étage, puis octogonale. La porte occidentale de style gothique flamboyant est surmontée d'une grande baie brisée décorée d'un réseau de fleurs de lys. Au-dessus, les deux étages du beffroi sont largement ouverts. Le dernier étage est décoré de statues de saints placés aux angles et entre les ouvertures. Le clocher est le dernier des grands clochers limousins.
La nef est à vaisseau unique comprend trois travées de plan presque carré. Des chapelles sont placées sur les côtés et sont séparées par des murs placés au droit des contreforts. Les arcs des voûtes gothiques des travées retombent sur des culots figurés. La nef était décorée de peintures dont on a retrouvé quelques traces au cours de la restauration de l'église en 1991-1993, en particulier, saint Laurent et son martye, saint Martin, à cheval, coupant son manteau.
Dans le bras nord du transept se trouve la chapelle Sainte-Valérie placée dans une absidiole. Cette chapelle a été décorée à la fin du XIXe siècle. Le décor représentant un paysage avec un château a été réalisé par des ouvriers lissiers. On peut voir des vestiges de peintures datant du XVIIIe siècle peuvent se voir sur le bras nord du transept et à la croisée du transept.

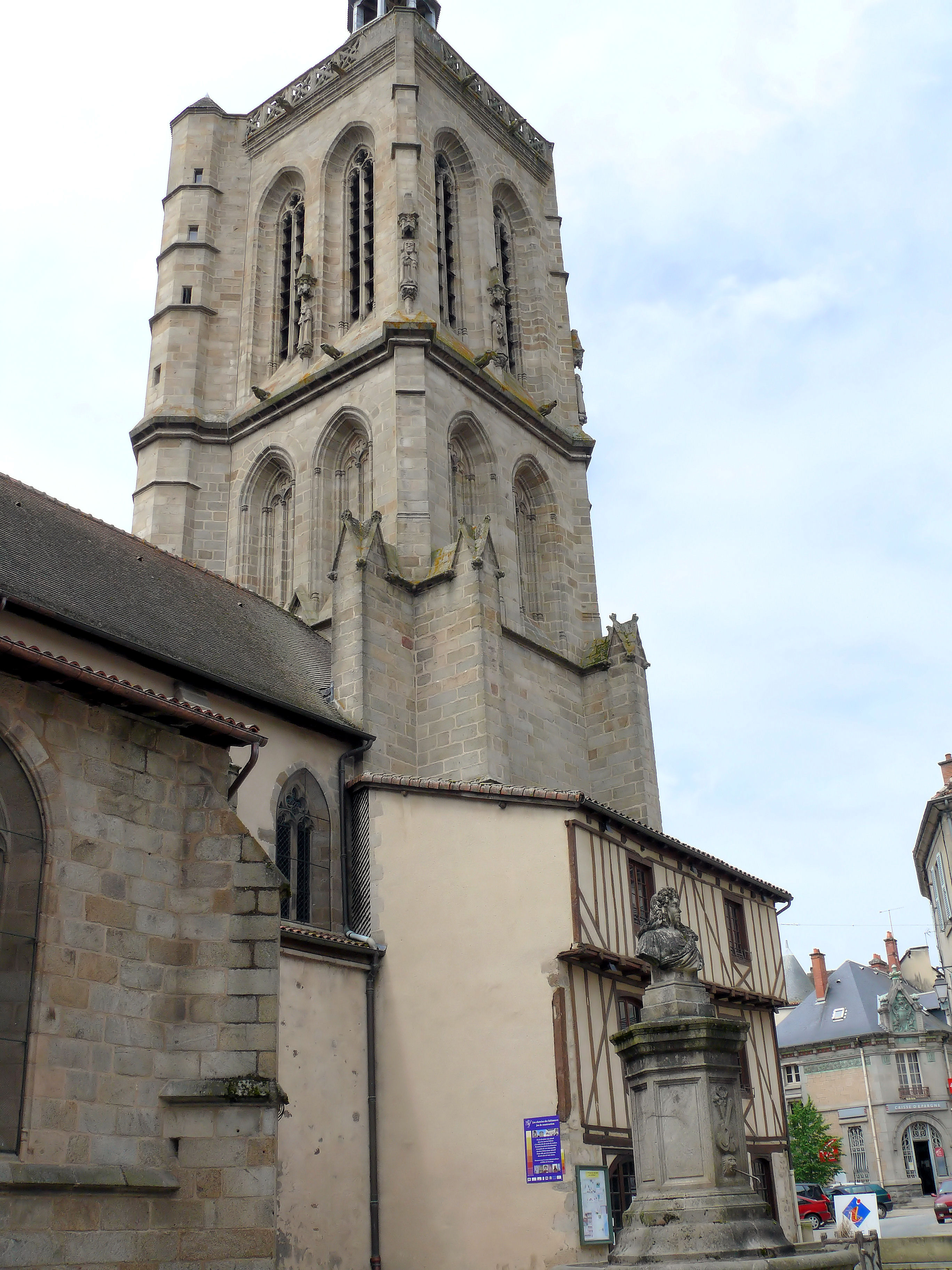
Le clocher.
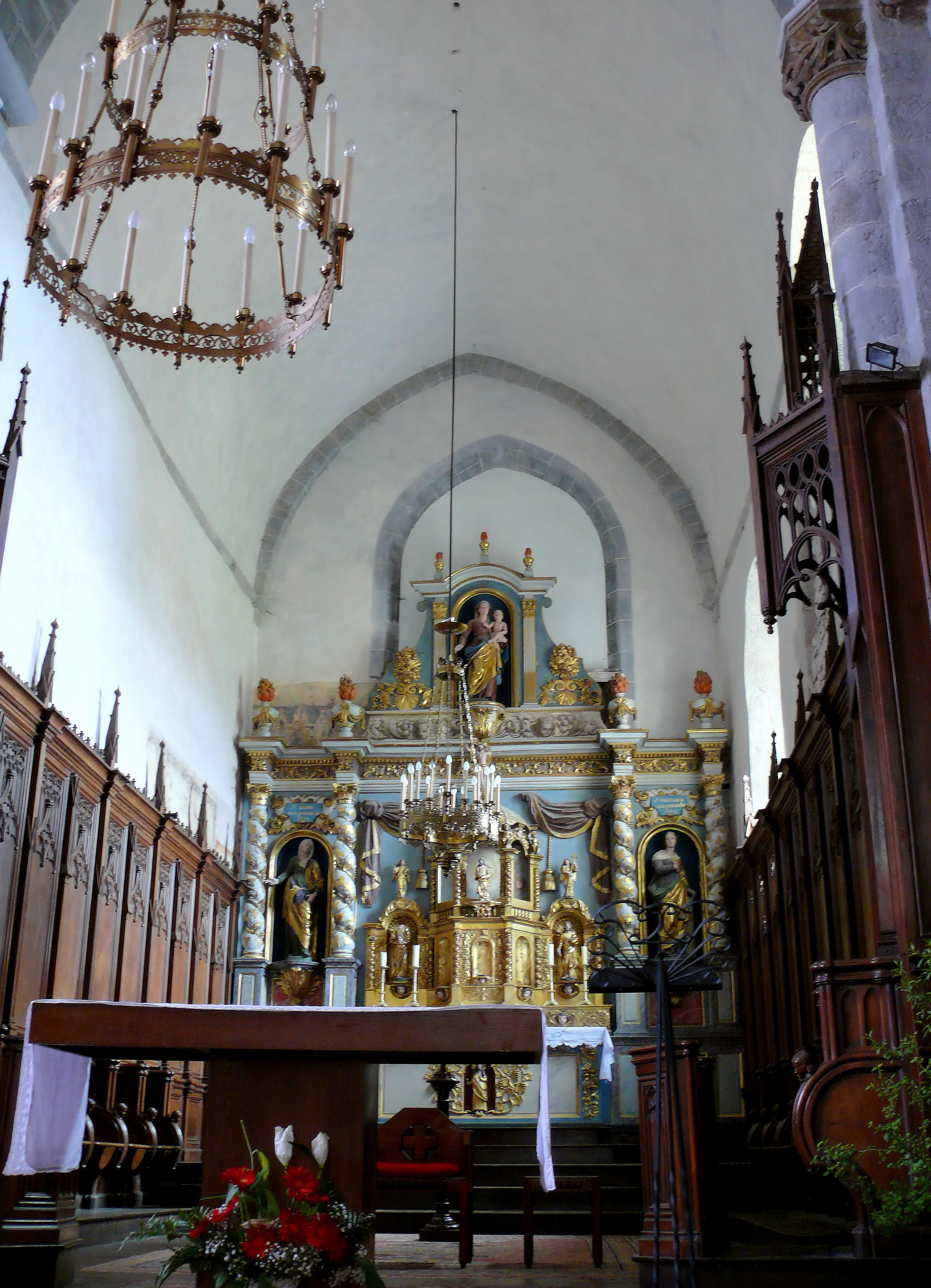
Le chœur.
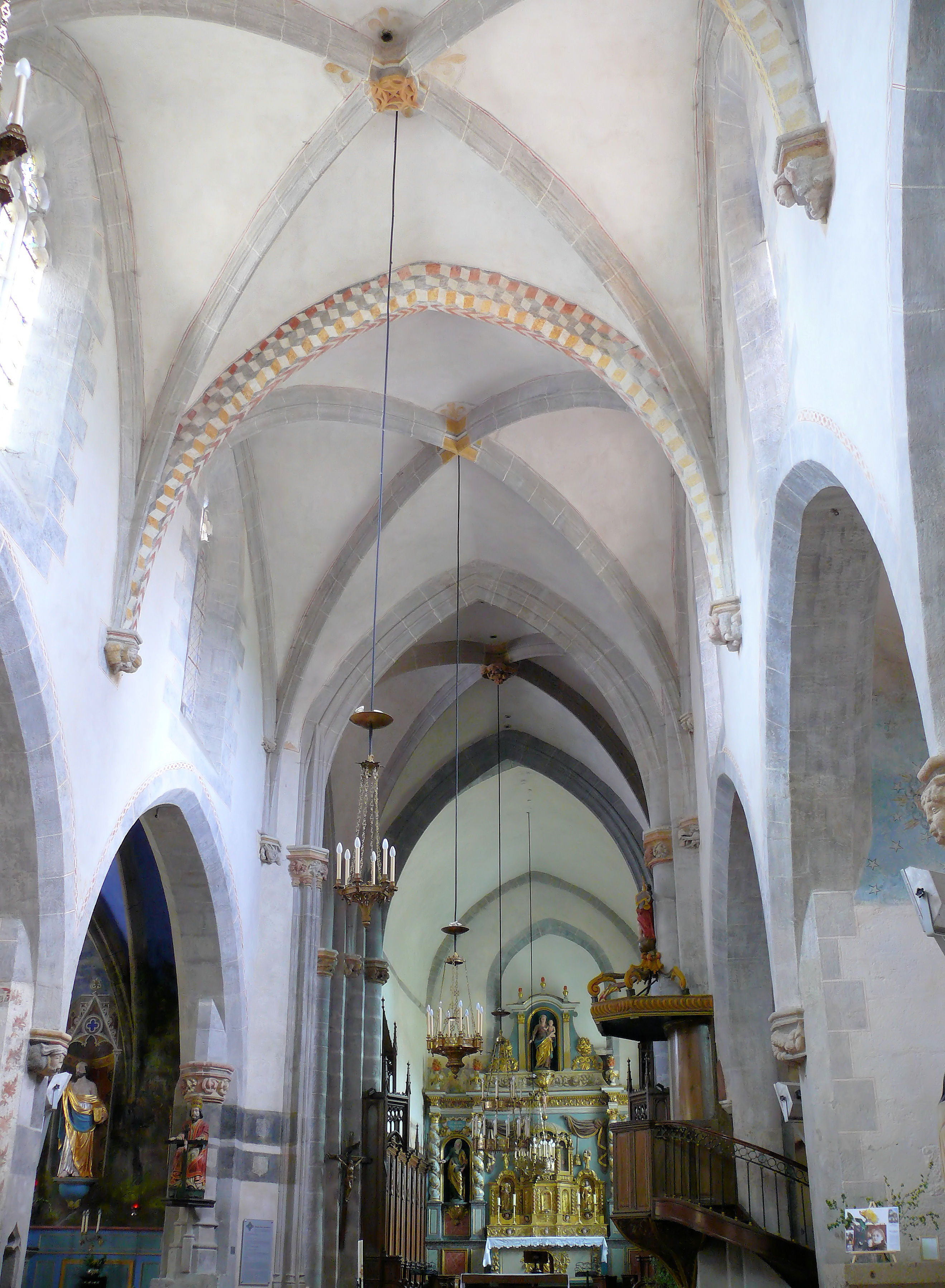
La nef.
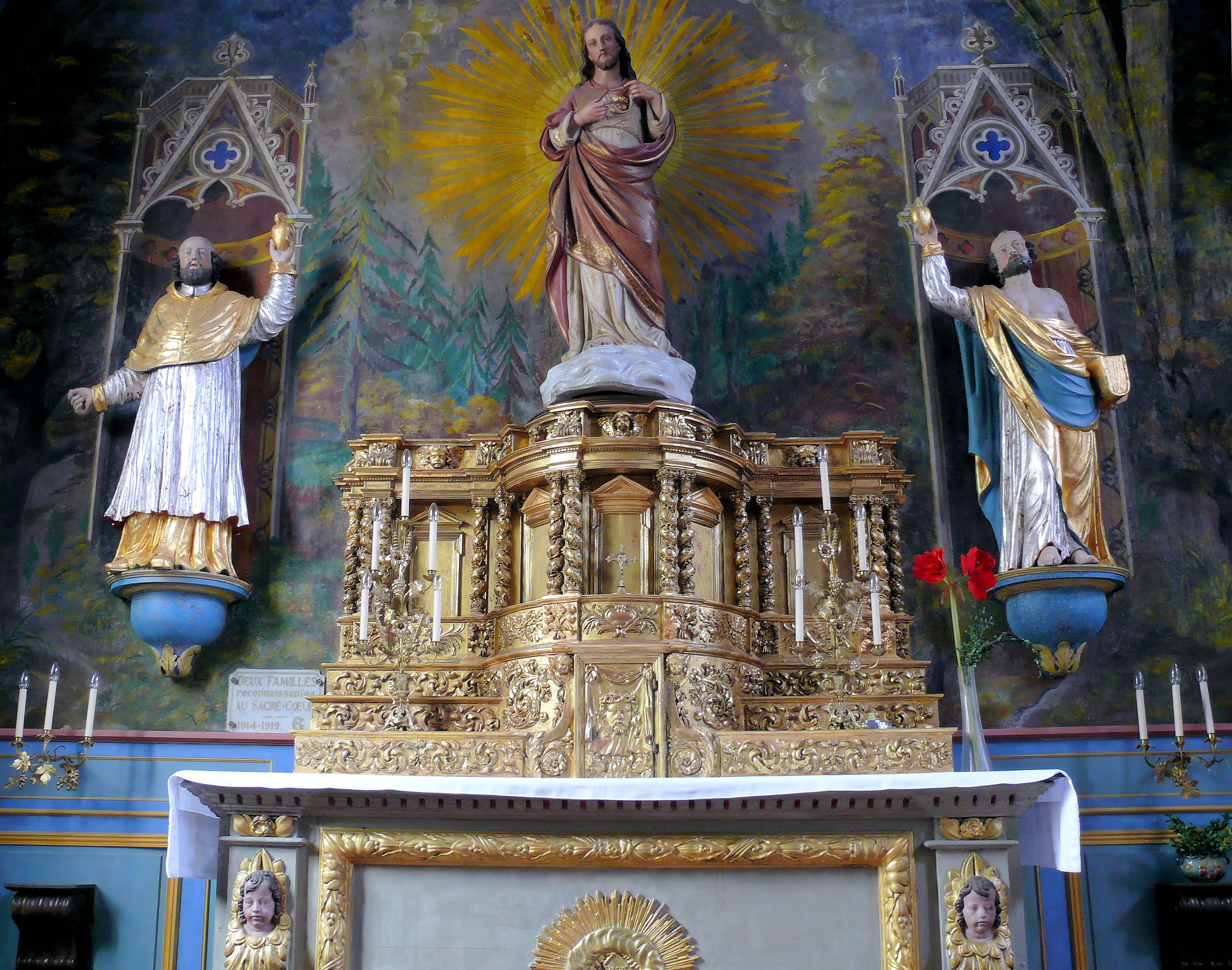
L'autel de la chapelle dite «des Lissiers».
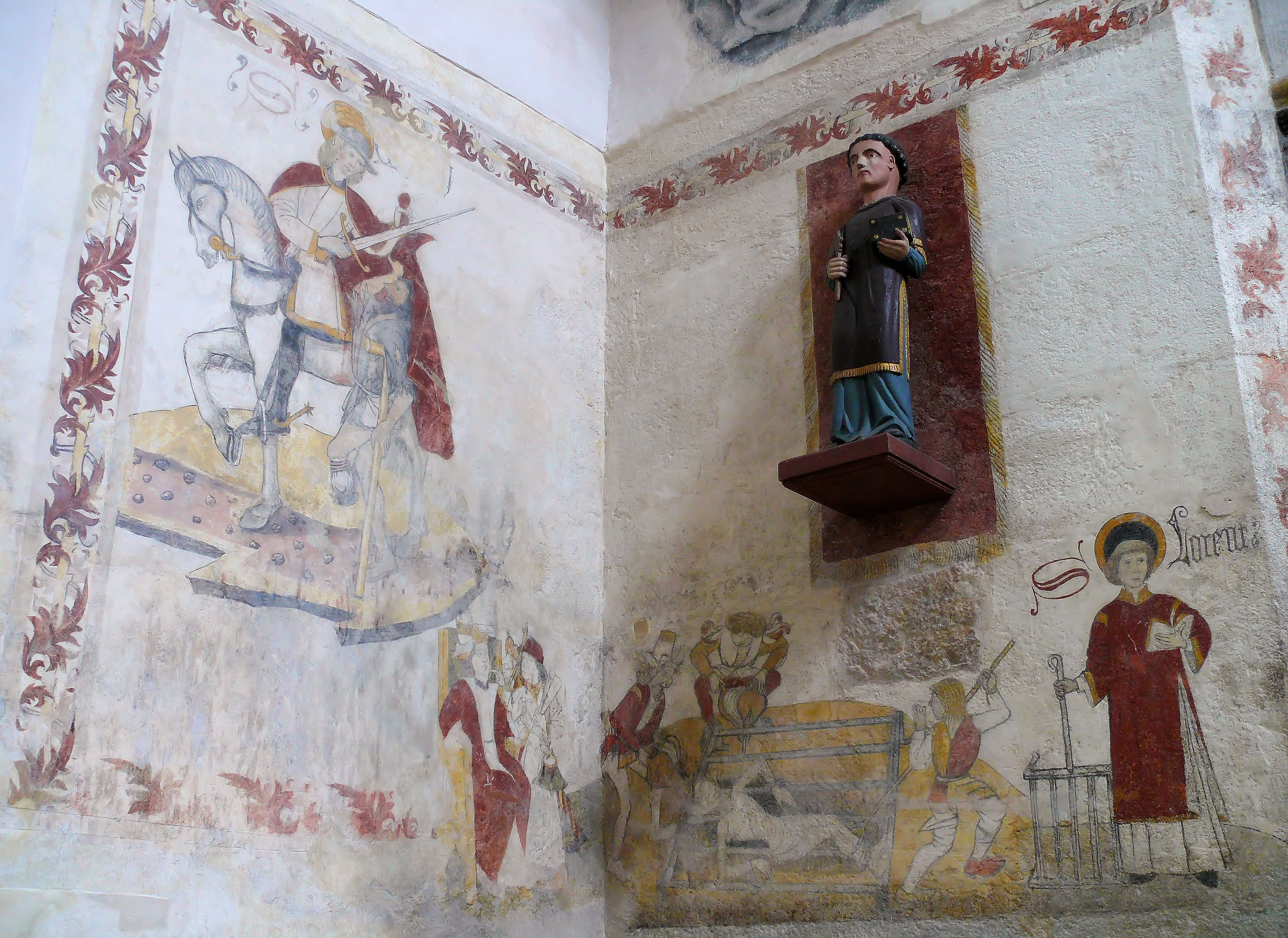
Peintures d'une chapelle de la nef.

La chapelle se trouvant au droit de la troisième chapelle, placée à côté du bras nord du transept, est la chapelle dite «des Lissiers», plus grande que les autres. La chapelle a été décorée de peintures par les ouvriers lissiers réalisées au XIXe siècle. Le reste des décorations datent du XVIIe siècle : quatre statues, un tableau représentant la «Crucifixion avec la Vierge, saint Jean et la Madeleine», l'autel avec un tabernacle. Vers 1892, la chapelle est consacrée au Sacré-Cœur.